# الجمعية الفيزيائية الألمانية
الجمعية الفيزيائية الألمانية (بالألمانية: Deutsche Physikalische Gesellschaft)‏ بالانجليزية:German Physical Society) هي أكبر جمعية  بالعالم للفيزيائيين. بلغ عدد أعضاء الجمعية 62.656 في عام 2016، و يعقد فيها اجتماع سنوي (Jahrestagung) و عدة  اجتماعات  ربيعية (Frühjahrstagungen).
يتم البحث في الجمعية الألمانية للفيزيائيين أو اختصارا(DPG) في  مجالات متنوعة من الفيزياء النظرية و التطبيقية.
.
كان الهدف الرئيسي لها ان تجمع أعضاءها وكل الفيزيائيين الذين يعيشون في ألمانيا مع بعضهم البعض، تقديم انجازاتهم و تبادل المعلومات بين أعضائها و الزملاء الأجانب. تربط الجمعية الفيزيائية الألمانية نفسها و أعضائها بالدفاع عن الحرية، التسامح، الصدق ووقار العلم أن يكونوا على دراية بحقيقة أن الأشخاص الذين يعملون بالعلم مسؤولون عن نشاطات الناس.

## قائمة رؤساء الجمعية
- 1845–47: غوستاف كارل فيلهلم هيرمان كارستن
- 1847–78: إيميل دوبوا ريموند
- 1878–95: هرمان فون هلمهولتز
- 1895–97: فيلهلم فون بيزولد
- 1897–99: إميل فاربورغ
- 1899–1905: إميل فاربورغ
- 1905–06: ماكس بلانك
- 1906: بول درود
- 1906–07: ماكس بلانك
- 1907–08: هاينريش روبنز
- 1908–09: ماكس بلانك
- 1909–10: هاينريش روبنز
- 1910–12: Ferdinand Kurlbaum
- 1912–14: هاينريش روبنز
- 1914–15: فريتز هابر
- 1915–16: ماكس بلانك
- 1916–18: ألبرت أينشتاين [7]
- 1918–19: ماكس فيين
- 1919–20: أرنولد سومرفيلد [8][9]
- 1920–22: فلهلم فيين
- 1922–24: Franz Himstedt
- 1924–25: ماكس فيين
- 1925–27: فريدريش باشن
- 1927–29: Heinrich Konen
- 1929–31: Egon von Schweidler
- 1931–33: ماكس فون لاوي
- 1933–35: Karl Mey
- 1935–37: Jonathan Zenneck
- 1937–39: بيتر ديباي
- 1939–40: Jonathan Zenneck
- 1940–45: Carl Ramsauer
- 1950–51: Jonathan Zenneck
- 1952–54: Karl A. Wolf
- 1954: ريتشارد بيكر (أستاذ جامعي)
- 1955: Karl A. Wolf
- 1956–57: والتر كيرلاخ [10]
- 1958–59: Ferdinand Trendelenburg
- 1960–61: Wilhelm Walcher
- 1962–63: Konrad Ruthardt
- 1964–65: فريدريش بوب
- 1966–67: Wolfgang Finkelnburg [11]
- 1968–69: Martin Kersten
- 1970–71: Karl Ganzhorn
- 1972–73: Werner Buckel
- 1974–75: Otto Koch
- 1976–77: Hans-Joachim Queisser
- 1978–79: Heinrich Welker
- 1980–81: Horst Rollnik

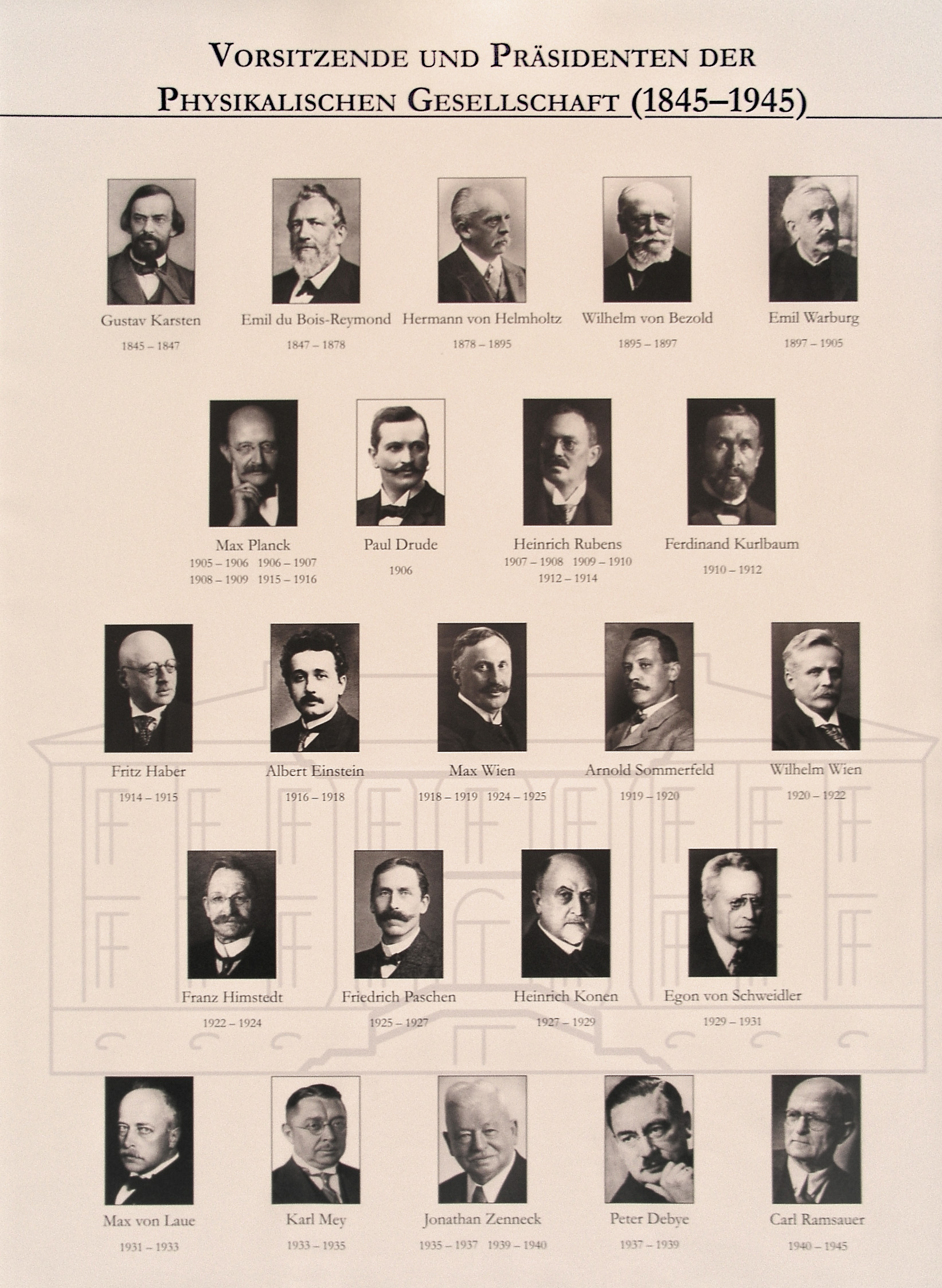
رؤساء الجمعية الفيزيائية الالمانية من 1845 إلي 1945

- 1982–83: Hans-Joachim Schmidt-Tiedemann
- 1984–86: Joachim Treusch
- 1986: Joachim Trümper
- 1988–90: Otto G. Folberth
- 1990–92: Theo Mayer-Kuckuk
- 1992–94: هيرفج شوبر
- 1994–96: Hans-Günter Danielmeyer
- 1996–98: Markus Schwoerer
- 1998–2000: ألكسندر براشاو
- 2000–02: Dirk Basting
- 2002–04: Roland Sauerbrey
- 2004–06: كنوت يوربان
- 2006–08: Eberhard Umbach
- 2008–10: Gerd Litfin
- 2010–12: Wolfgang Sandner
- 2012–14: Johanna Stachel
- 2014–16: Edward Kubrasik
- 2016–18: Rolf-Dieter Heuer
- 2018–20: Dieter Meschede (president-elect)[12]